# Eparchia kołomieńska
Eparchia kołomieńska (ros. Коломенская епархия) – jedna z eparchii Rosyjskiego Kościoła Prawosławnego, z siedzibą w Kołomnie. Wchodzi w skład metropolii moskiewskiej.
Utworzona postanowieniem Świętego Synodu 13 kwietnia 2021 r. Obejmuje część obwodu moskiewskiego – okręgi miejskie Kołomna, Ramienskoje, Bronnicy, Żukowski, Zarajsk, Kaszyra, Łuchowicy, Woskriesiensk, Jegorjewsk oraz osiedle typu miejskiego Sieriebrianyje Prudy.
Pierwszym ordynariuszem eparchii został metropolita kruticki i kołomieński Paweł (Ponomariow).